# Baczyn (Sucha)
Pour les articles homonymes, voir Baczyn.
Baczyn (prononciation : [ˈbat͡ʂɨn]) est une localité polonaise de la gmina de Budzów, située dans le powiat de Sucha en voïvodie de Petite-Pologne.